# Рай (Нью-Йорк)
Рай (англ. Rye) — місто (англ. city) в США, в окрузі Вестчестер штату Нью-Йорк. Населення — 16 592 особи (2020).

## Географія
Рай розташований за координатами 40°56′41″ пн. ш. 73°41′11″ зх. д. / 40.94472° пн. ш. 73.68639° зх. д. (40.944671, -73.686376). За даними Бюро перепису населення США в 2010 році місто мало площу 51,86 км², з яких 15,15 км² — суходіл та 36,71 км² — водойми.

## Демографія
Згідно з переписом 2010 року, у місті мешкало 15 720 осіб у 5520 домогосподарствах у складі 4054 родин. Густота населення становила 303 особи/км². Було 5957 помешкань (115/км²).
Расовий склад населення:
| - 89,5 % — білих - 6,0 % — азіатів - 1,5 % — чорних або афроамериканців - 0,1 % — корінних американців - 1,2 % — осіб інших рас |

До двох чи більше рас належало 1,7 %. Частка іспаномовних становила 6,5 % від усіх жителів.
За віковим діапазоном населення розподілялося таким чином: 32,6 % — особи молодші 18 років, 52,4 % — особи у віці 18—64 років, 15,0 % — особи у віці 65 років та старші. Медіана віку мешканця становила 40,8 року. На 100 осіб жіночої статі у місті припадало 92,7 чоловіків; на 100 жінок у віці від 18 років та старших — 86,1 чоловіків також старших 18 років.
Середній дохід на одне домашнє господарство становив 257 949 доларів США (медіана — 155 273), а середній дохід на одну сім'ю — 312 576 доларів (медіана — 189 053). Медіана доходів становила 168 150 доларів для чоловіків та 80 074 долари для жінок. За межею бідності перебувало 3,6 % осіб, у тому числі 2,8 % дітей у віці до 18 років та 5,5 % осіб у віці 65 років та старших.
Цивільне працевлаштоване населення становило 6417 осіб. Основні галузі зайнятості: фінанси, страхування та нерухомість — 24,7 %, освіта, охорона здоров'я та соціальна допомога — 21,1 %, науковці, спеціалісти, менеджери — 13,4 %, мистецтво, розваги та відпочинок — 9,2 %.

## Персоналії
- Лекс Баркер (1919—1973) — американський кіноактор.